# Tsao & McKown Architects
El bufete Tsao & McKown Architects es una empresa de arquitectura con sede en Nueva York. Fundada en 1984 por los arquitectos Calvin Tsao y Zack McKown, uno de sus primeros trabajos fue el complejo Suntec City, en la ciudad estado de Singapur. En 2009 la empresa recibió el Premio de Diseño Nacional.

## Historia
Fundado en 1984 por los arquitectos Calvin Tsao y Zack McKown, compañeros de estudios en la Universidad de Harvard, el bufete Tsao & McKown Architects ha buscado desde sus orígenes prestar un servicio a la cultura y al contexto local en sus trabajos. Su fuente de inspiración trata de unir lo espiritual y lo espacial allá donde diseñen, dos conceptos que ellos une en la palabra emoción. Su capacidad para transformar lo serio en algo divertido hace de su arquitectura algo permanentemente novedoso.
La sencillez es el principio más importante de su estilo arquitectónico. Esta humildad es el núcleo del trabajo de Tsao & McKown, que abarca desde hoteles de lujo y proyectos de desarrollo urbano hasta residencias de alto nivel y diseño de productos. El proceso creativo de los socios depende de la colaboración - con su equipo de diseño, el cliente y los artesanos - así como una cuidadosa consideración de la experiencia del usuario. "El nuestro es un enfoque humanista centrado en la interacción emocional en lugar de meras preocupaciones sociológicas como el estilo", dice Tsao. De estilo estudiado, aunque sutil, que experimenta y da sentido a cada uno de los lugares especiales de sus trabajos.

## Reconocimientos
- AIA Housing Award 2009
- National Design Awards 2009
- Architectural Digest AD100 2016

## Proyectos más importantes
- Suntec City (1997)
- Tokyo office tower (2015)
- Cooper Hewitt Design Triennial (Brooklyn, 2016)